# Ptychopyxis nervosa
Ptychopyxis nervosa là một loài thực vật có hoa trong họ Đại kích. Loài này được Airy Shaw miêu tả khoa học đầu tiên năm 1966.